# رد قلبي (فلم)
رد قلبي فيلم دراما مصري صدر عام 1957، من إخراج عز الدين ذو الفقار، عن رواية الكاتب المصري يوسف السباعي، وبطولة شكري سرحان، ومريم فخر الدين، وصلاح ذو الفقار، وحسين رياض وهند رستم، ويعتبر أحد أهم أفلام السينما المصرية. وفي احتفالية مئوية السينما المصرية عام 1996 تم تصنيفه في المركز الثالث عشر ضمن أفضل 100 فيلم في تاريخ السينما المصرية في استفتاء النقاد.

## قصة الفيلم
يعمل رب الأسرة (الريس عبد الواحد) في قصر أحد أمراء الأسرة المالكة. يربط الحب بين ابنه (علي) والأميرة (إنجي) ابنة (الباشا) منذ الصِغَر، يصبح (علي) ضابطًا في الجيش كما يصبح شقيقه (حسين) ضابطًا في الشرطة. ثم يكتشف (علاء) شقيق (إنجي) العلاقة بين أخته (إنجي) و(علي)، ويبلغ والده (الباشا) فيواجه (الريس عبد الواحد) الذي يطلب يد (إنجي) لابنه (علي) ويرفض الباشا رفضًا قاطعا ويطرد (الريس عبد الواحد) من عمله، تتظاهر (إنجي) بقبول خطبة أحد الأمراء لها لتحمي حبيبها، يعتقد (علي) أن (إنجي) تغدر به، وتمضي الأعوام، وفي يوم حريق القاهرة تحاصر النار الراقصة (كريمة) التي ترتبط مع (علي) في علاقة غرامية فتصاب بحروق تؤدي لوفاتها ولكن قبل أن تموت تسلم (حسين) رسالة (إنجي) ليوصلها لشقيقه (علي) والتي أخفتها عنه وفيها تؤكد له حبها وإخلاصها له. بعد ثورة 52، يرأس (علي) لجنة مصادرة أملاك (الباشا)، تلقاه (إنجي) التي تظن أنه جاء شامتًا ولكنها تكتشف صدق عاطفته. يطلق (علاء) الرصاص نحو (علي) محاولا قتله فيصيبه إصابة بالغة ولكن (علي) يقتله .

## طاقم التمثيل
- شكري سرحان: (الضابط علي ابن الريس عبد الواحد)
- مريم فخر الدين: (الأميرة إنجي)
- صلاح ذو الفقار: (حسين ابن الريس عبد الواحد)
- حسين رياض: (الريس عبد الواحد الجنايني)
- فردوس محمد: (أم علي وحسين)
- هند رستم: (الراقصة كريمة)
- أحمد علام: (الأمير إسماعيل كمال)
- زهرة العلا: (بهية أبنة خالة علي وزوجة حسين)
- أحمد مظهر: (الأمير علاء أخو أنجي)
- كمال ياسين: (سليمان أعز صديق لعلي)
- رشدي أباظة: (رفعت صديق علي وحسين)
- عدلي كاسب
- فاخر فاخر
- إسكندر منسي: (فلاح زميل وصديق للريس عبد الواحد)
- علي عيسى
- نبيل العشري
- جمعة إدريس: (إدريس خادم الباشا)
- ثريا فخري: (مربية الأميرة أنجي)
- ضحى أمير: (الأميرة أنجي صغيرة)
- سلوى عز الدين

## وصلات خارجية
- مقالات تستعمل روابط فنية بلا صلة مع ويكي بيانات
- صفحة الفيلم على موقع السينما